# Gudermes
Gudermes este un oraș în Cecenia, situat la 36 km est de capitala Groznîi, pe valea râului Sunja. Orașul este reședința raionului omonim.

## Economie
Declarat oraș în 1941, Gudermes se dezvoltă ca și nod feroviar pe linia care leagă orașele Rostov-pe-Don, Baku, Astrahan și Mozdok.

Explotarea petrolului reprezintă ramura industrială dominantă în oraș.